# Ringu Rara
Ringu Rara is een bestuurslaag in het regentschap West-Soemba van de provincie Oost-Nusa Tenggara, Indonesië. Ringu Rara telt 1493 inwoners (volkstelling 2010).